# Dénes Pataky
Dénes Pataky, né le 25 juin 1916 à Budapest et mort le 7 avril 1987 à Toronto au Canada, est un patineur artistique hongrois, médaillé de bronze mondial en 1935.

## Biographie

### Carrière sportive
Dénes Pataky est quadruple champion de Hongrie de 1933 à 1936.
Il représente son pays à un championnat européen (1934 à Seefeld in Tirol), trois mondiaux (1934 à Stockholm, 1935 à Budapest et 1936 à Paris) et aux Jeux olympiques d'hiver de 1936 à Garmisch-Partenkirchen.
Lors de ces championnats internationaux, il conquiert une médailles d'argent européenne en 1934, derrière l'autrichien Karl Schäfer ; et une médaille de bronze mondiale en 1935, toujours derrière Karl Schäfer et le britannique Jack Dunn.
Il arrête les compétitions sportives après les mondiaux de 1936.

## Palmarès
| Compétitions            | 1933 | 1934 | 1935 | 1936 |
| Jeux olympiques         |      |      |      | 9e   |
| Championnats du monde   |      | 5e   | 3e   | 6e   |
| Championnats d'Europe   |      | 2e   |      |      |
| Championnats de Hongrie | 1er  | 1er  | 1er  | 1er  |